# Dmitri Levitski
Pour les articles homonymes, voir Levitski et Levitzki.
Dmitri Grigorievitch Levitski (en russe Дмитрий Григорьевич Левицкий ; en ukrainien Дмитро Григорович Левицький, Dmytro Grygorovytch Levyts'kyï), né en 1735 et mort en 1822, est un portraitiste impérial  russe,,, d'origine ukrainienne.  
Fils d’un pope, il commença ses études sous Antropoff et fut nommé membre de l’Académie impériale des Beaux-Arts de Saint-Pétersbourg en 1769. Parmi ses principaux portraits, on cite ceux de Kokorinoff (directeur de l’Académie), du comte Stroganoff, de Teploff, de Catherine II et de Denis Diderot.
Il fut le maître de Vladimir Borovikovski et de Piotr Sokolov.

## Galerie de portraits

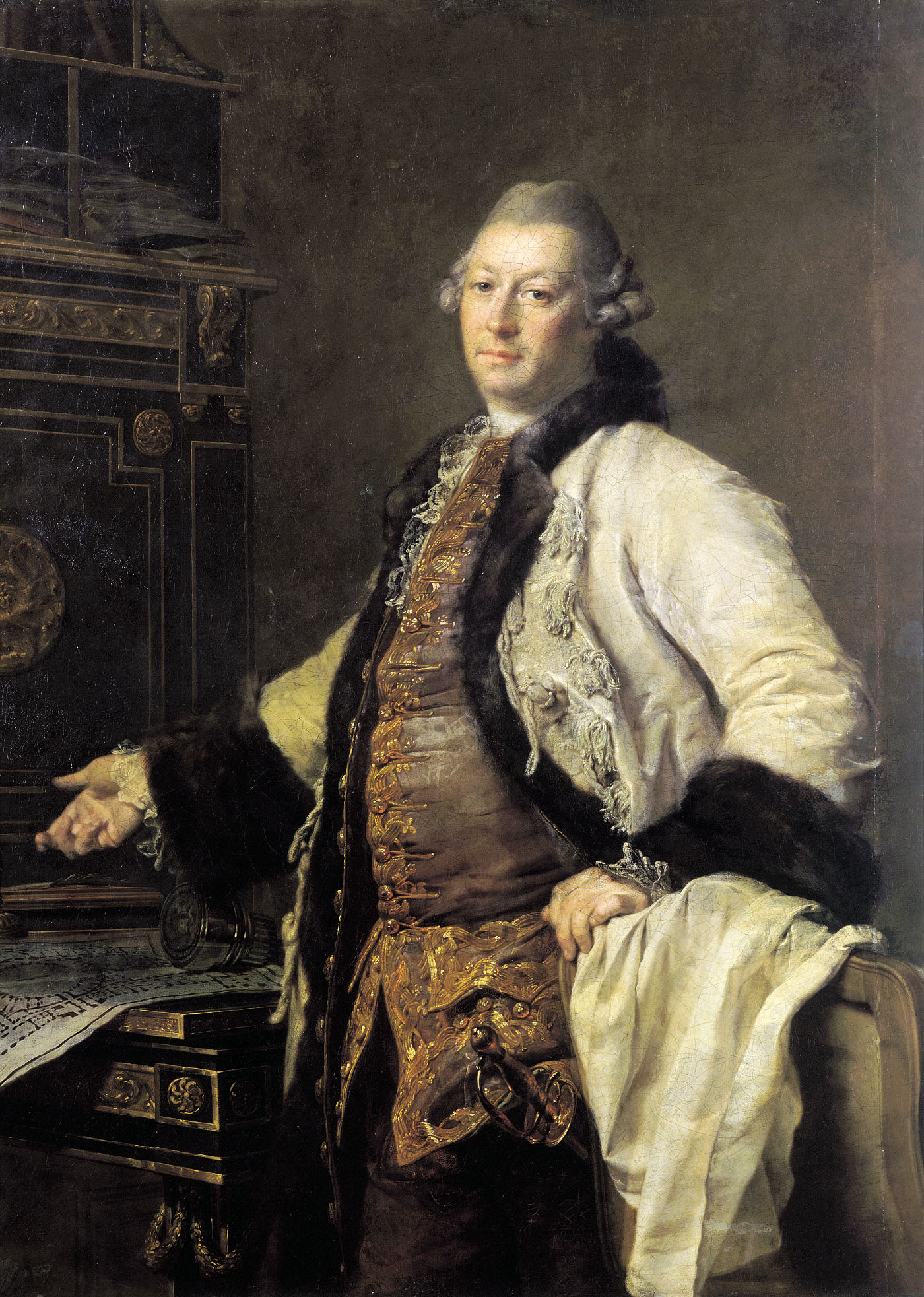
Alexandre Kokorinov, directeur et premier recteur de l'Académie impériale des Beaux-Arts, 1769
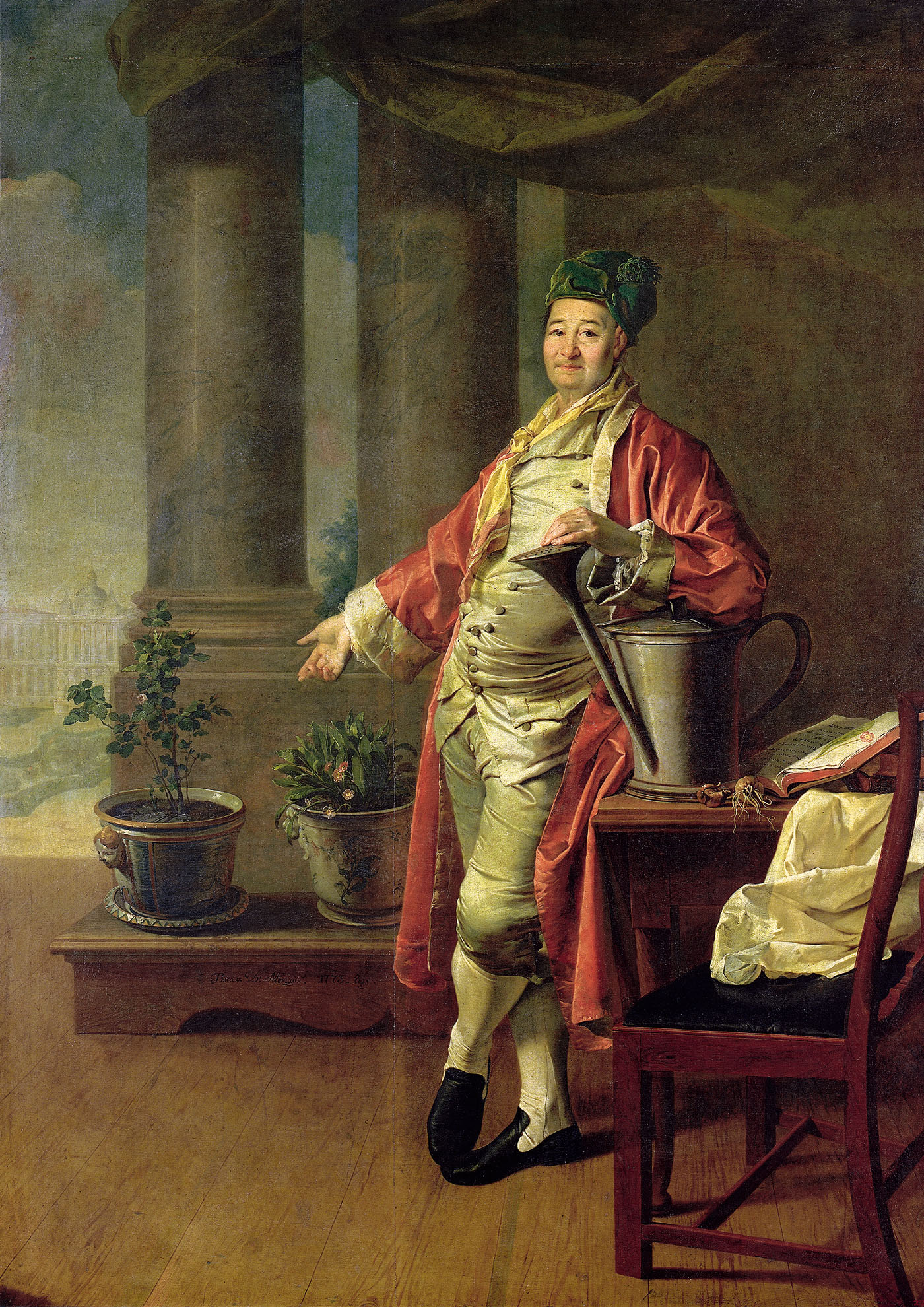
Prokofiy Demidov, 1773
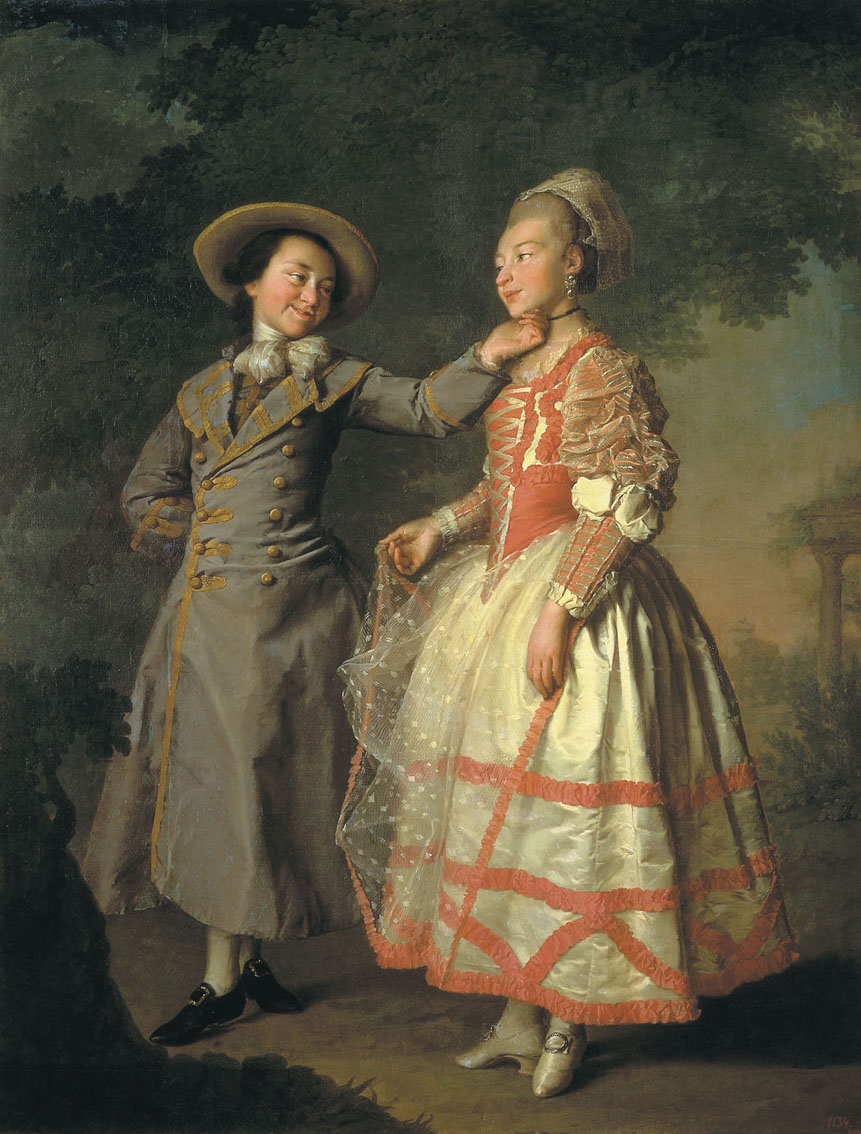
E. N. Khrouchtchova et la  Princesse E. N. Khovanskaïa, 1773.
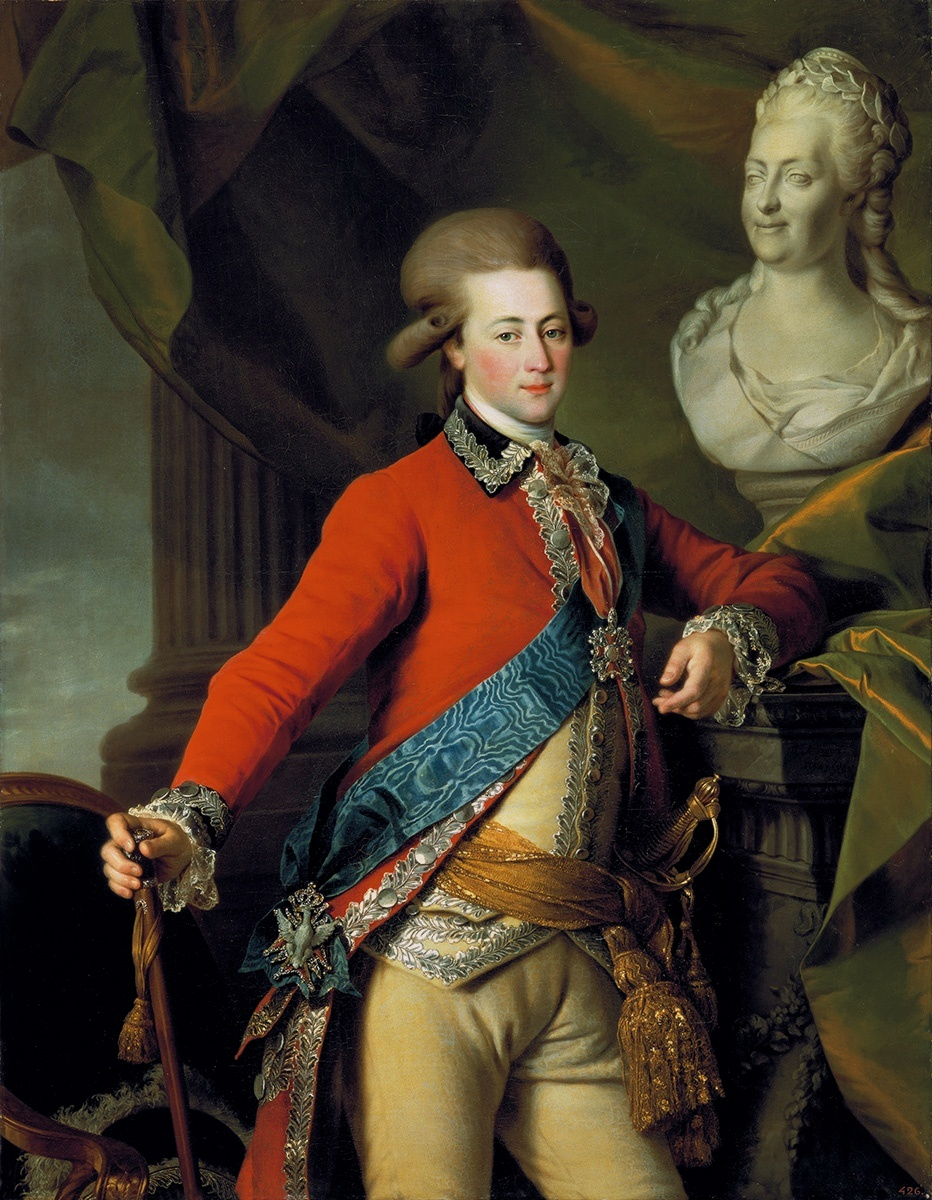
Alexandre Lanskoï, aide-de-camp de Catherine II de Russie, 1782
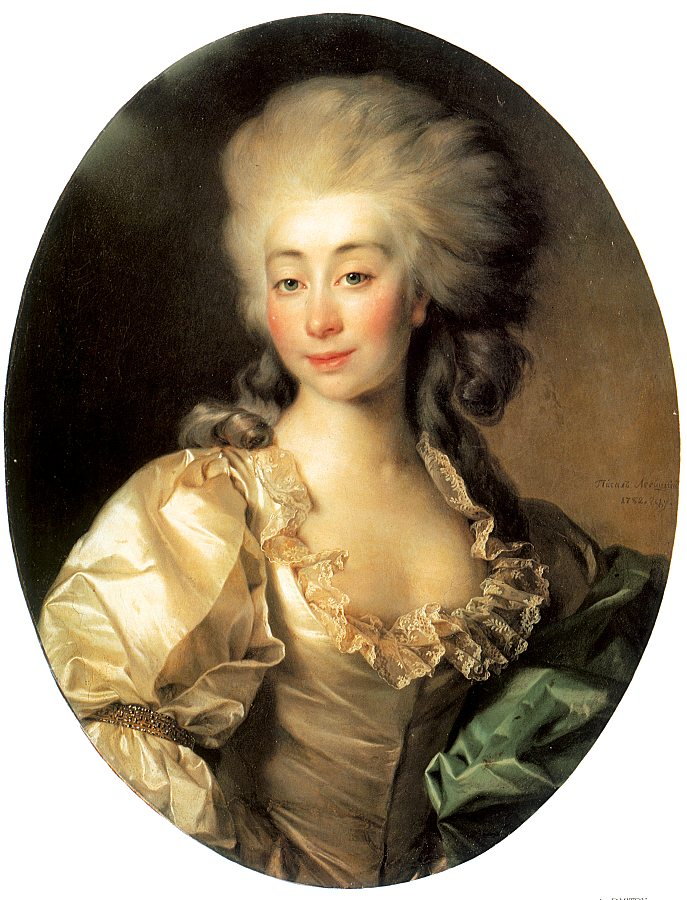
Duchesse Ursula Mniszech, 1782
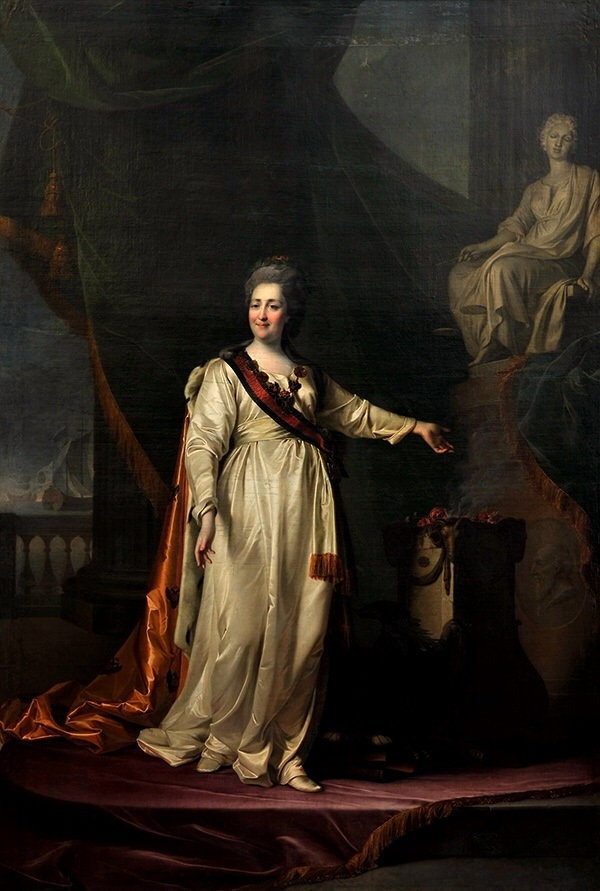
Catherine II en législatrice dans le temple de la déesse de la Justice, 1783
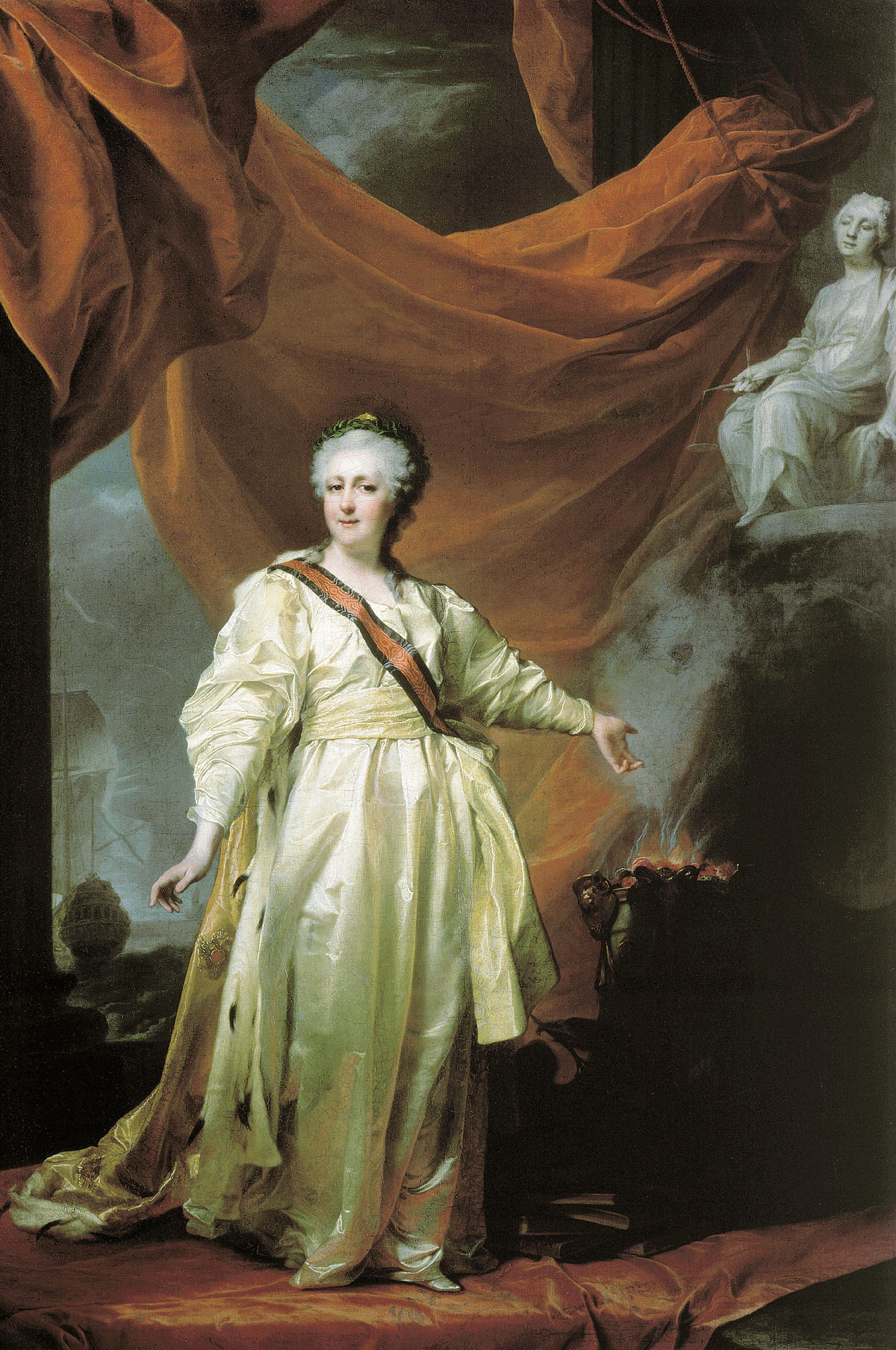
Portrait de Catherine II, années 1780.
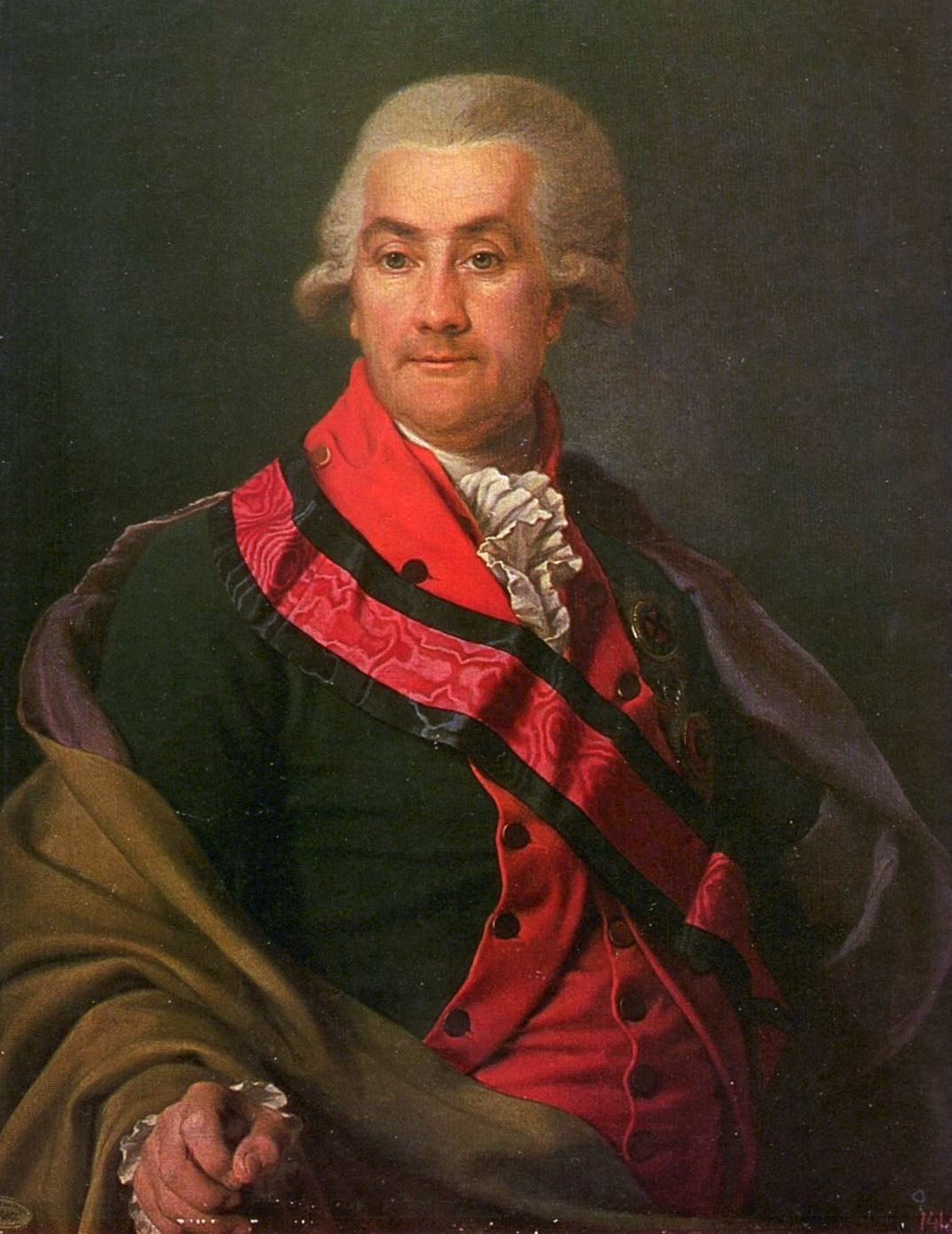
Portrait du général Iossif Igelström, 1790
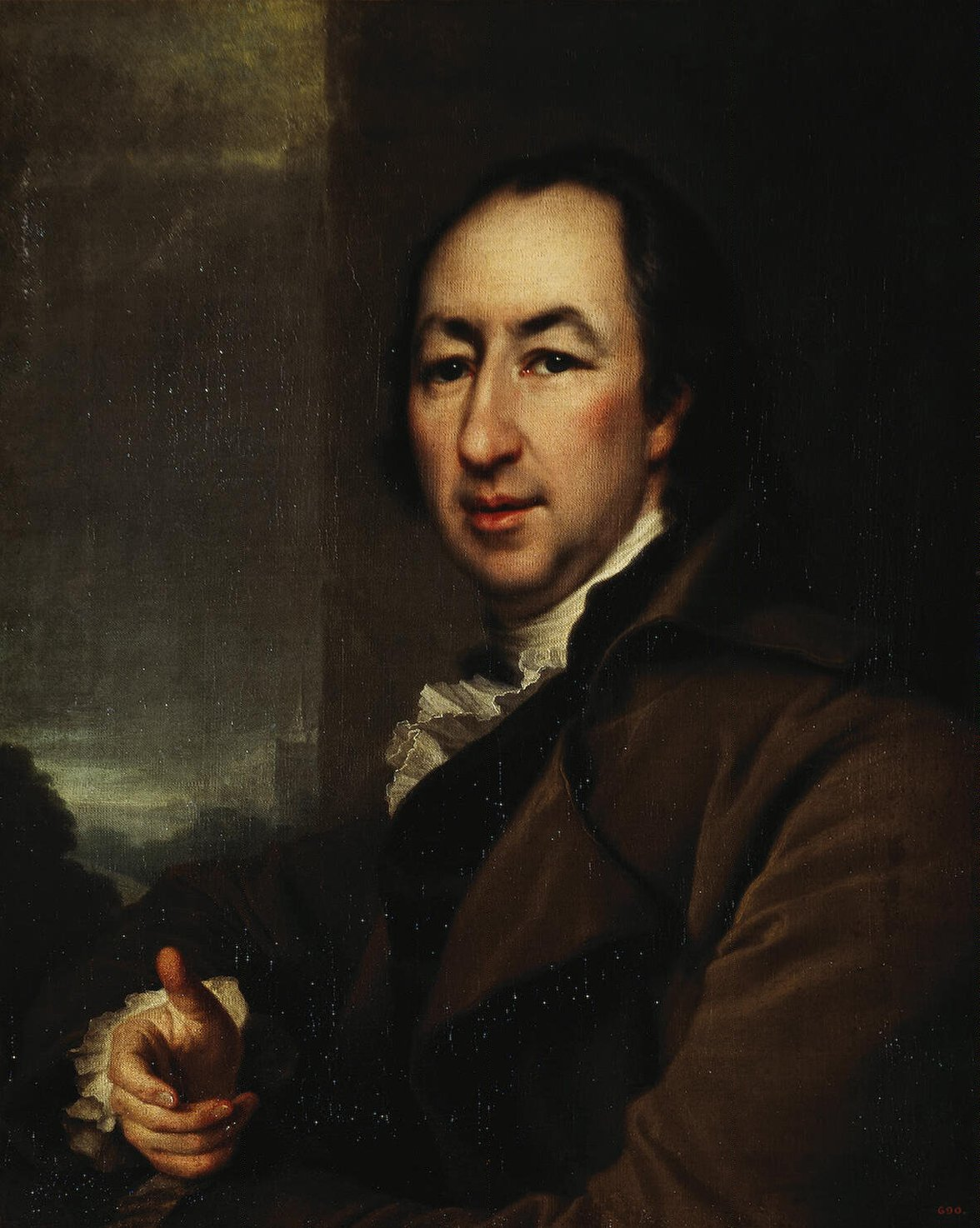
Nikolaï Novikov, 1797
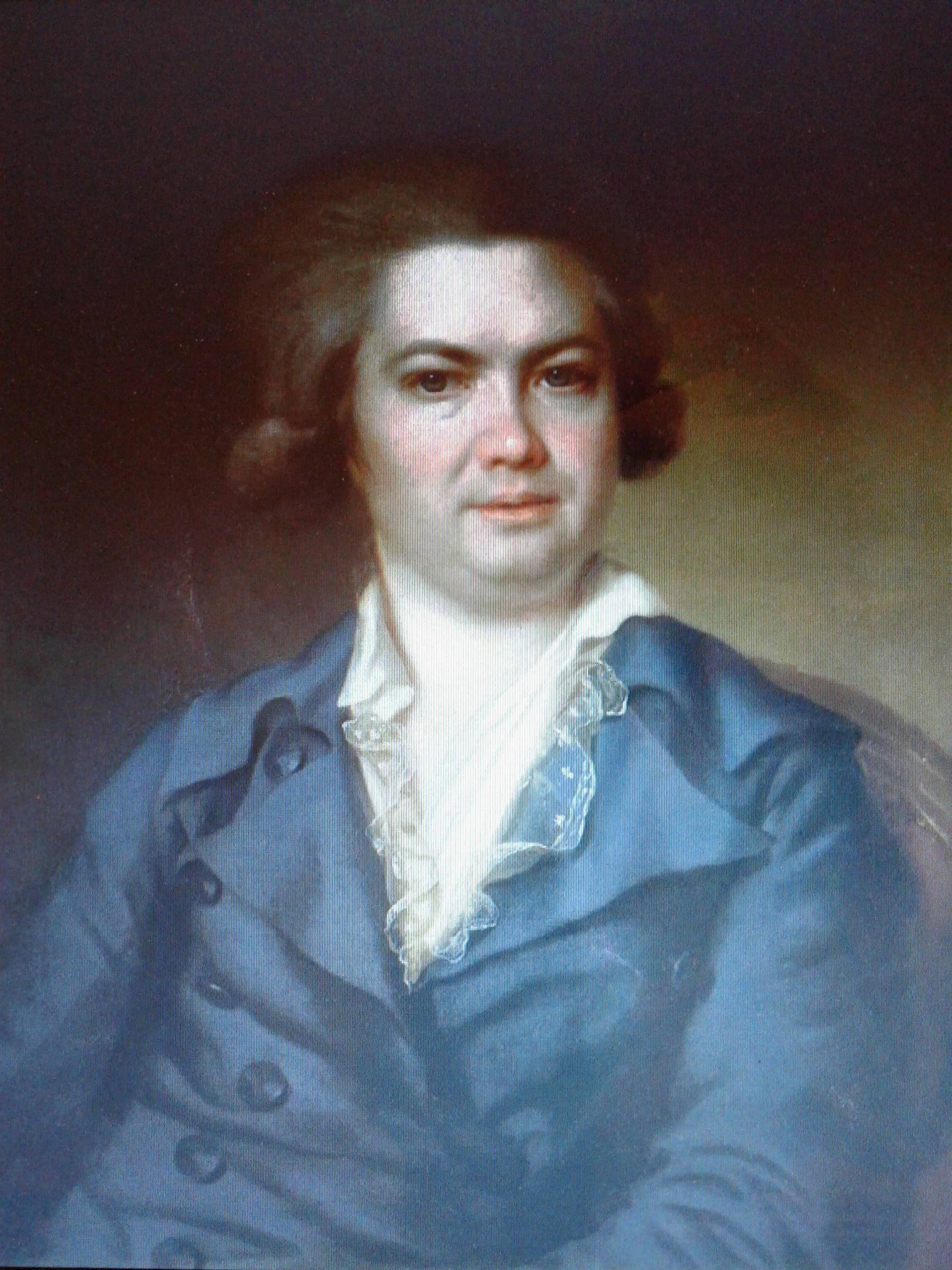
Portrait du comte Artemiy Vorontsov par Dmitry Levitzky (fin des années 1780).